# Amálie Hilgertová
Amálie Hilgertová (* 4. září 1997 Brandýs nad Labem) je česká vodní slalomářka specializující se na disciplínu kajak (K1).

## Sportovní kariéra
Narodila se do vodácké rodiny. Strýc Luboš a jeho žena Štěpánka byli úspěšnými českými reprezentanty ve vodním slalomu. Disciplíně kajak (K1) se věnuje od svých 12 let pod vedením Jiřího Prskavce staršího na vodním kanále v pražské Tróji. Je zaměstnankyní Vysokoškolského sportovního centra při MŠMT ČR.
V české ženské reprezentaci se pohybuje od sezony 2015. V roce 2016 využila nabídku stát se předjezdkyní na olympijském kanále Deodoro na olympijských hrách v Riu. V roce 2019 získala titul mistryně Evropy na kanále Pau-Pyrénées ve Francii.

### 2023
V tomto roce se poprvé probojovala do české reprezentace pro závody Světového poháru na kajaku. Nejlépe dojela na 19. místě v Praze-Troji.
V celkovém pořadí Světového poháru skončila dvacátá.
Na mistrovství světa v anglickém Lee Valley dojela v individuálním závodě na kajaku na 20. místě. V závodě hlídek na kajaku skončila s Terezou Fišerovou a Antonií Galuškovou čtvrtá.
Závodila ještě v kategorii do 23 let (U23), kde na mistrovství Evropy v Bratislavě i na mistrovství světa v polském Krakově získala shodně stříbrnou medaili.

### 2024
V tomto roce se do české reprezentace Světového poháru ve vodním slalomu neprobojovala – v české nominace skončila pátá, přičemž se Světovém poháru mohou z jedné země startovat jen tři reprezentanti. Startovala však v prvním závodě v Augsburgu, kde nahradila Gabrielu Satkovou, která se místo toho připravovala na Olympijské hry v Paříži. Zde skončila v semifinále a obsadila 25. místo.
Na Mistrovství České republiky v závodech na kajaku (K1) skončila druhá a v celkovém pořadí Českého poháru třetí.

## Výsledky

### K1
| K1                 | 2013 | 2014 | 2015 | 2016 | 2017 | 2018 | 2019 |
| K1                 | 16   | 17   | 18   | 19   | 20   | 21   | 22   |
| ------------------ | ---- | ---- | ---- | ---- | ---- | ---- | ---- |
| Olympijské hry     |      |      |      | —    |      |      |      |
| Mistrovství světa  | —    | —    | —    |      | —    | 31.  |      |
| Mistrovství Evropy | —    | —    | —    | —    | —    | 18.  | 1.   |
| MS do 23 let       | —    | —    | —    | 8.   | 13.  | 12.  | 1.   |
| ME do 23 let       | —    | —    | —    | 26.  | 7.   | 12.  | 4.   |
| MS juniorů         | 1.   | 7.   | 5.   |      |      |      |      |
| ME juniorů         | 12.  | 5.   | 9.   |      |      |      |      |

### K1 – hlídky
| K1 – hlídky        | 2013 | 2014 | 2015 | 2016 | 2017 | 2018 | 2019 |
| K1 – hlídky        | 16   | 17   | 18   | 19   | 20   | 21   | 22   |
| ------------------ | ---- | ---- | ---- | ---- | ---- | ---- | ---- |
| Mistrovství světa  | —    | —    | —    |      | —    | 6.   |      |
| Mistrovství Evropy | —    | —    | —    | —    | —    | 8.   | 4.   |
| MS do 23 let       | —    | —    | —    | 2.   | 1.   | 2.   | 2.   |
| ME do 23 let       | —    | —    | —    | 2.   | 5.   | 3.   | 1.   |
| MS juniorů         | 1.   | 1.   | 1.   |      |      |      |      |
| ME juniorů         | 3.   | 1.   | 2.   |      |      |      |      |